# Cantone di Lescar
Il Cantone di Lescar era una divisione amministrativa dell'arrondissement di Pau.
È stato soppresso a seguito della riforma complessiva dei cantoni del 2014, che è entrata in vigore con le elezioni dipartimentali del 2015.
Comprendeva i comuni di:
- Arbus
- Artiguelouve
- Aussevielle
- Beyrie-en-Béarn
- Bougarber
- Caubios-Loos
- Denguin
- Lescar
- Lons
- Momas
- Poey-de-Lescar
- Sauvagnon
- Siros
- Uzein